# Real Seminario de San Francisco de Asís de Popayán
El Real Colegio Seminario de San Francisco de Asís de la Compañía de Jesús de Popayán, conocido actualmente como Claustro de San José de la Fundación Universitaria de Popayán, se encuentra entre las calles de La Compañía (actual Carrera 8), del General Carlos Albán (Carrera 9), Real de San Francisco (Calle 5) y la Calle del Seminario (Calle 4) en el centro histórico de la capital del departamento del Cauca en Colombia. Fue en su momento, la institución educativa más prestigiosa y relevante de la antigua provincia de Popayán y una de las más importantes en todo el Virreinato de la Nueva Granada.
Esta institución fue fundada con la finalidad de ser el seminario de la diócesis, para impartir instrucción religiosa a los aspirantes a sacerdotes y misioneros requeridos en la evangelización del continente durante el siglo XVII. Con el tiempo, también recibió a los hijos varones de las familias aristocráticas y adineradas de la ciudad, quienes completarían sus estudios en el reconocido Colegio de Nuestra Señora del Rosario de la Orden Dominica en la ciudad de Santafé de Bogotá, hoy la Universidad del Rosario.

## Historia

### SigloXVII
Con la creación de la diócesis de Popayán en 1546 por el Sumo Pontífice Pablo III, surgió la necesidad de fundar un seminario, siendo otorgada la autorización por medio de una bula papal de su santidad Pablo V el 16 de septiembre de 1606. Durante las primeras décadas, varios lugares cerca de la naciente catedral sirvieron pro tempore como colegio. Con la llegada a la ciudad de los jesuitas, con su padre provincial don Luis de San Millán, quienes se dirigían a Santafé, el cabildo secular solicitó y encomendó la fundación del seminario a la Compañía de Jesús, que ya estaba establecida en Quito.
No fue sino hasta el 12 de mayo de 1633, que por Real Cédula se dio la autorización para fundar ''dos residencias en la provincia religiosa de Quito que comprenderá entonces todas las regiones del Cauca''. Sin embargo, no fue sino hasta 1639, que el Cabildo y Gobernador de Popayán, don Juan de Borja, realizaron las gestiones necesarias ante la Real Audiencia de Quito para iniciar las obras de fundación de la Orden en la ciudad.
Finalmente, con la fundación del nuevo Colegio Seminario de San Francisco de Popayán en el año de 1642, se estableció definitivamente en su sitio actual. La Primera Constitución y Reglamento fue redactado por el señor obispo Francisco de la Serna, doctor en teología y antiguo catedrático jubilado de la Universidad de Lima.
Desde el siglo XVII, el seminario acogió no solo a los futuros sacerdotes y evangelizadores que esparcieron la fe por la región, sino también a los ricos herederos e hijos ilustres de las familias más influyentes de Popayán, para ser formados con una exquisita educación.

### SigloXVIII
Ya entrado el siglo XVIII, el edificio del seminario sufrió bastante con el terremoto de 1736, al igual que la antigua capilla, por lo que se reemplazó con la actual iglesia de San José. Pero estas obras quedaron paralizadas abruptamente con la expulsión de los jesuitas en 1767 por orden del rey Carlos III de España mediante a la pragmática sanción, por lo que el colegio cerró temporalmente hasta que la Orden de los Dominicos se hicieron cargo de impartir la enseñanza. Posteriormente, muchos de los descendientes varones de familias aristócratas, se convirtieron en personas mártires y próceres fundamentales para la historia del futuro país y del continente, como ejemplo están:
- Pedro Agustín de Valencia
- Francisco de Valencia y Sáenz del Pontón
- Camilo Torres Tenorio
- Francisco José de Caldas
- Francisco Antonio Zea
- Joaquín de Caycedo y Cuero
- Marcelino Pérez de Arroyo
- Joaquín Mosquera y Arboleda
- José María Obando
- José Hilario Lopéz
- Miguel de Pombo
- Manuel José Mosquera y Arboleda
- Andrés Marcelino Pérez de Arroyo y Valencia
- Tomás Cipriano de Mosquera
- Manuel María Mosquera y Arboleda
- Santiago Arroyo y Valencia
- Manuel de Pombo
- Miguel Cabal
- Antonio Arboleda y Arrachea
- Manuel María Quijano
- Manuel María Urrutia
- Pedro Antonio Torres
- José María Cabal
- Juan Mariano Grijalba
- Manuel José Hurtado
- Rufino Cuervo
- Toribio Rodríguez
- Manuel José Castrillón
- José María Grueso
- Jerónimo de Torres Tenorio
- José Antonio Arroyo
- José Rafael Mosquera

### SigloXIX
Hacia 1827, en los procesos de la independencia, los dominicos que regentaban el claustro fueron expulsados de la ciudad por su afinidad a la Corona Española. Además se funda la Universidad del Cauca por Francisco de Paula Santander, y muchos de los bienes del seminario se destinaron para materializar dicha fundación.
Sin embargo, poco tiempo después, la diócesis logra hacerse de nuevo con el edificio, reabriendo el colegio para los sacerdotes y los futuros personajes ilustres de Colombia.

### SigloXX- Presente

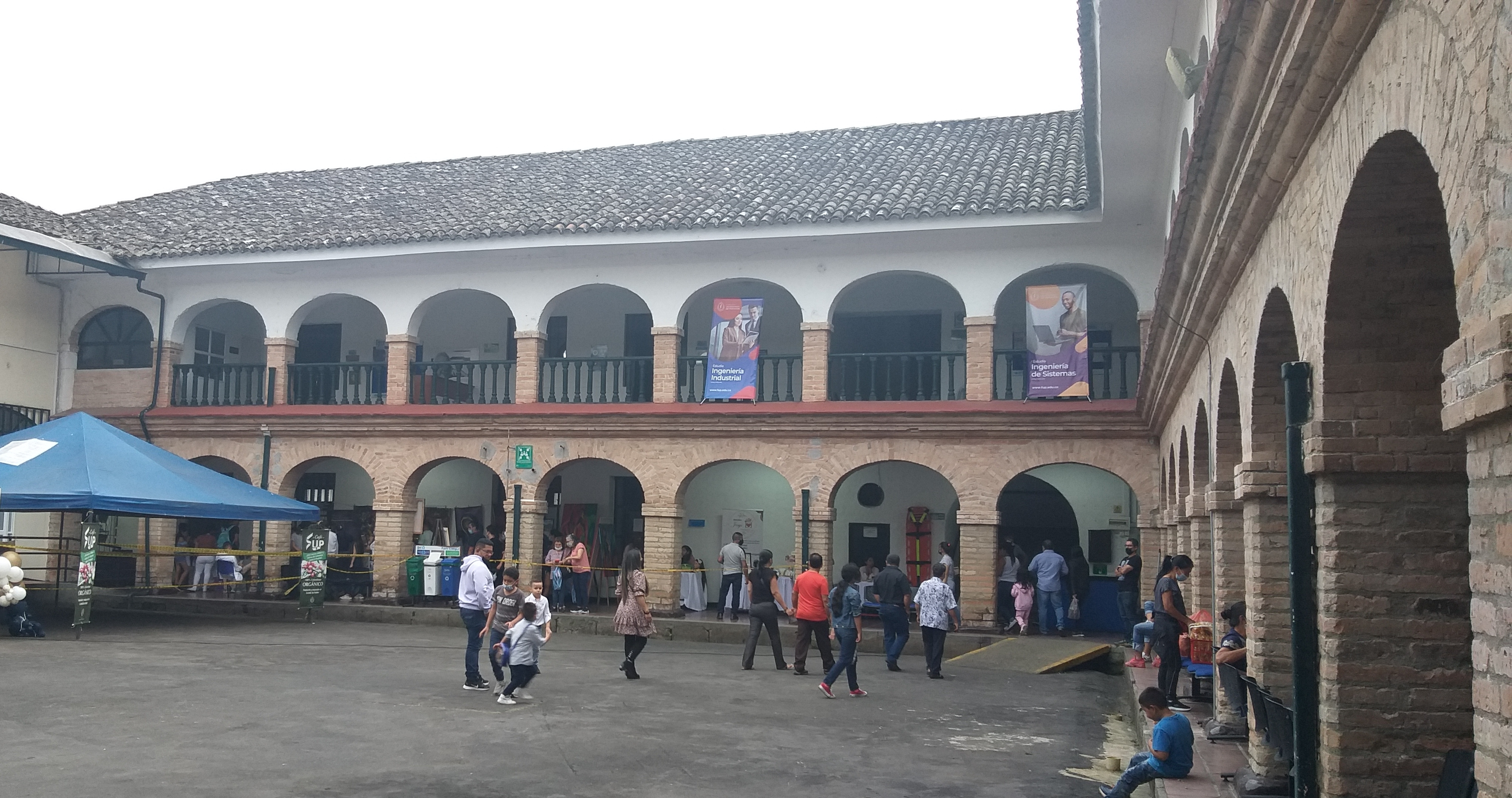
Patio occidental del antiguo seminario

El Real Seminario continuó funcionando en su antigua ubicación hasta 1942 aproximadamente, cuando se traslada hasta el sector de Campamento, al norte de la ciudad, a orillas del Rio Cauca donde actualmente funciona. El antiguo claustro fue cedido al recién fundado Real Colegio San Francisco de Asís, en el año de 1962, iniciativa promovida por un grupo padres de familia, que dieron el nombre en honor del antiguo seminario.Sin embargo, esta propiedad fue entregada a la Fundación Universitaria de Popayán en el año 2010 para su funcionamiento.
Todo el complejo del Claustro de San José fue declarado, junto al centro histórico de la ciudad, como Monumento Nacional de Colombia, por medio de la ley 163 del 30 de diciembre de 1959.